# Giovanna Scoccimarro
Giovanna Scoccimarro (n. 10 noiembrie 1997, Vorsfelde⁠(d), Saxonia Inferioară, Germania) este o sportivă ce a reprezentat Germania, medaliată olimpică. A participat la o ediție a Jocurilor Olimpice (2020) în care a câștigat o medalie de bronz.